# Вислоух, Болеслав
Болеслав Вислоух (пол. Bolesław Wysłouch; 22 ноября 1855, с. Соха, Дрогичинский повет (ныне д. Залужье, Дрогичинский район Брестской области Белоруссии), Российская империя — 13 сентября 1937, Львов, Львовское воеводство, Польская Республика) — польский общественный и политический деятель, публицист, издатель, соорганизатор народного движения в Галиции, сенатор 1-го семестра во Второй польской республике, социалист, масон во Львове во время Австрийской Польши.

## Биография
Родом из благородной семьи Вислоух из Полесья. Окончил Технологический институт в Санкт-Петербурге, получил диплом инженера-химика. Был членом студенческих кружков, с 1881 года был связан с «Социалистической ассоциацией Польского Народа» Болеслава Лимановского. Заключён на три года (1881—1884) в Варшавскую цитадель, после его освобождения поселился во Львове.
Был издателем и редактором ряда журналов: «Przegląd Społeczny», «Kurier Lwowski» (главный редактор в 1887—1919), «Przyjaciel Ludu» (1889—1902). В 1886 году он разработал программу для польской крестьянской партии.
В 1894 году он был инициатором создания Польского демократического общества, а в 1895 году Народной партии в Галиции, в которой он был членом Верховного Совета (с 1903 года партия действовала под названием «Польская народная партия»). В 1912—1913 гг. — президент партии «Объединение независимых людей» (пол. Polskie Stronnictwo Ludowe – Zjednoczenie Niezawisłych Ludowców), в 1913—1923 гг. — член ПСЛ «Пяст» (пол. Polskie Stronnictwo Ludowe „Piast”), в период 1923—1925 гг. — член ПСЛ «Вызволение» (пол. Polskie Stronnictwo Ludowe „Wyzwolenie”), в 1925 году — член Трудового клуба (пол. Partia Pracy). В 1922—1927 гг. был сенатором в Польше. В 1928 году перестал заниматься политической деятельностью.
Первая жена — Мария, социальный активист, организатор народного движения в Галиции. После её смерти женился на Брониславе — инспекторе Службы помощи женщинам.
Умер 13 сентября 1937 года во Львове, похоронен на Лычаковском кладбище.